# Hoplosauris fragmentata
Hoplosauris fragmentata är en fjärilsart som beskrevs av Paul Dognin 1906. Hoplosauris fragmentata ingår i släktet Hoplosauris och familjen mätare. Inga underarter finns listade i Catalogue of Life.